# (1773) Rumpelstilz
(1773) Rumpelstilz es un asteroide perteneciente al cinturón de asteroides descubierto el 17 de abril de 1968 por Paul Wild desde el observatorio de Berna-Zimmerwald, Suiza.

## Designación y nombre
Rumpelstilz se designó inicialmente como 1968 HE.
Más tarde fue nombrado por Rumpelstiltskin, un personaje de cuento de hadas.

## Características orbitales
Rumpelstilz está situado a una distancia media del Sol de 2,437 ua, pudiendo alejarse hasta 2,747 ua y acercarse hasta 2,128 ua. Su inclinación orbital es 5,399° y la excentricidad 0,127. Emplea 1390 días en completar una órbita alrededor del Sol.